# Lafrançaise

Lafrançaise este o comună în departamentul Tarn-et-Garonne din sudul Franței. În 2009 avea o populație de 2.828 de locuitori.

## Evoluția populației
| An        | 1975  | 1982  | 1990  | 1999  | 2006  | 2009  |
| --------- | ----- | ----- | ----- | ----- | ----- | ----- |
| Populație | 2.545 | 2.604 | 2.651 | 2.692 | 2.799 | 2.828 |